# Apostoli dell'amore infinito
Gli Apostoli dell'amore infinito (in francese Apôtres de l'amour infini) sono un gruppo conclavista attivo principalmente in Québec e a Guadalupa. Fu fondato da Michel Collin, un sacerdote francese di Lilla, autoproclamatosi papa Clemente XV, che affermò di essere stato ispirato da messaggi della beata Vergine Maria.
Il gruppo è stato guidato fino al 31 dicembre 2011 da Jean-Gaston Tremblay (1928-2011), conosciuto anche come Jean Grégoire de La Trinità o come Gregorio XVII, successore di Clemente XV.

## La storia
Il francese Michel Collin o Colin, nato in un villaggio della Lorena nel 1905 e ordinato sacerdote nel 1935, annunciò nel 1936 che era stato ordinato vescovo da Cristo stesso. Fondò una comunità chiamata “Ordine della Madre di Dio” (nome cambiato successivamente in “Apostoli dell'amore infinito”), in risposta alla richiesta fatta nel 1846 dalla beata Vergine Maria, come riferito in seguito da Mélanie Calvat, una dei veggenti di La Salette.
Nel 1950, Collin annunciò che era stato incoronato papa succedendo all'ancora vivo Pio XII, e aveva preso il nome pontificale di Clemente XV.
Pio XII lo ridusse allo stato laicale nel 1951 e lo dichiarò pubblicamente uno scomunicato vitandus (uno che deve essere evitato).
Nel 1952, il canadese Jean-Gaston Tremblay (nato nel 1928) fondò una comunità con il nome di “Congregazione di Gesù e Maria”, vicino a Saint-Jovite in Québec, Canada. Nel 1961, incontrò Michel Collin e i due decisero di unire le loro comunità in una unica, chiamata “Apostoli dell'amore infinito”. Nell'anno successivo, Collin consacrò Tremblay vescovo. La comunità di Saint-Jovite crebbe rapidamente nei primi anni del Concilio Vaticano II.
Nel 1967, Collin annunciò che era stato divinamente istruito a non considerare Tremblay il successore designato del vivente papa Paolo VI quando il pontefice sarebbe morto, come proprio Tremblay sosteneva; tuttavia nel 1968 Tremblay dichiarò che era stato fatto misticamente papa con il nome di Gregorio XVII e, nell'anno seguente, anche Collin riconobbe che Tremblay era il nuovo Papa e abdicò in suo favore. Ritenendosi Clemente XV e Gregorio XVII successori di Pio XII, consideravano Giovanni XXIII e Paolo VI antipapi.
In Francia, il movimento di Collin si fratturò in differenti fazioni poco dopo la sua morte nel 1974. Il gruppo canadese continuò a vivere, utilizzando anche il nome “Apostoli dell'amore infinito”, ma iniziando dare maggior rilievo ai nomi "Ordine del Magnificat della Madre di Dio" e “Ordine degli apostoli degli ultimi tempi”.
Nel 2012, a succedere a Clemente XV e Gregorio XVII, è stato eletto Michel Lavallée, che ha mantenuto il nome religioso di "Padre Mathurin della Madre di Dio".

## Controversie
Dal 1978 al 2001, il movimento è stato più volte citato in giudizio a causa di presunti abusi, tra cui stupro, estorsione e abusi sessuali. Il suo millenarismo e apocalitticismo, e il suo rifiuto del mondo contribuirono a qualificare il movimento come setta agli occhi della stampa francofona. Nel 1999, un centinaio di poliziotti fecero irruzione nella comunità di St. Jovite. L'accusato fu Reynald Huot, conosciuto come padre André. Nel 2001, il pubblico ministero fece cadere tutte le accuse contro Jean-Gaston Tremblay dopo 34 anni di indagini.
Nel 2005, la città di Brébeuf ottenne un decreto del governo del Québec che autorizzava l'esproprio delle terre della comunità religiosa.